# ATOK
ATOK（一般發音為/éitɔk/，但一些人慣於發音為/átɔk/）是一款由日本軟體公司JustSystems製作的日語輸入法，在1982年推出首個商用版本，因其轉換的精確性而擁有極好的名聲。昇陽選擇了ATOK作為Solaris 10或以上版本在日本區域設置運行下的輸入法，加強了昇陽原已非常強大的日語支援。
JustSystems為嵌入式系統開發了+ATOK，一些日本的手提電話、PDA、遊戲機（PSP、PS3與Wii）、數位錄影機、汽車導航系統隨機供應+ATOK。
ATOK曾意為Automatic Transfer Of Kana-kanji（假名漢字自動轉換），現時意為Advanced Technology Of Kana-kanji Transfer（假名轉漢字高階技術）。一些人曾以為其意思為Awa-TOKushima（阿波國-德島縣）或ASCII TO Kanji（ASCII轉漢字）。

## 功能
不同的平台可能会有不同的功能，且下述的功能列表并不完整。
- 通过发音检索汉字（支援罗马字及假名输入）
- 通过部首检索汉字
- 手写识别
- 检索汉字的读音（音读及训读）
- 提供常用语、地址及颜文字的模板
- 针对日文及英文单词的实时自动补全（例如，输入英文“fun”，即可得到以“fun”开头的一系列英文单词“function”、“fun”、“fund”、“funk”……）
- 字符信息，JIS及Unicode字符，读音，相关字符
- 日式日期格式
- 特殊字符面板，可以输入特殊符号、注音罗马字、俄文字符等
- 自定义键盘快捷键

截止至2010年2月，最新的Windows版本为ATOK 2010，Macintosh版本为ATOK 2009，Linux版本为ATOK X3。

## 外部連結
- ATOK.com（页面存档备份，存于）
- ATOK的X（前Twitter）
- ATOK的Facebook專頁
- YouTube上的ATOK頻道